# Батожабай Даширабдан Одбойович
Даширабдан Одбойович Батожаба́й (25 серпня 1921, Догой — 17 жовтня 1977, Улан-Уде) — бурятський радянський прозаїк, поет і драматург; член Спілки письменників СРСР з 1957 року.

## Біографія
Народився 25 серпня 1921 року в селі Догої (нині Могойтуйський район Забайкальського краю, Росія). Закінчив семирічну школу в селі Зугалаї і протягом 1936—1939 років навчався у театрально-музичному технікумі в Улан-Уде. По закінченню технікуму працював актором у Бурятському драматичному театрі. У 1940 році взяв участь у Першій декаді мистецтва та літератури Бурят-Монгольської АРСР у Москві.
З початком німецько-радянської війни упродовж 1941—1943 років навчався в Новосибірській короткостроковій військово-літній школі, був слухачем Вищої школи штурманів та льотчиків 7-го офіцерського авіаполку у місті Бузулуці. У 1943—1944 роках воював у складі 2-го Смоленського Червонопрапорного гвардійського авіаполку, у 1945 році — 210-го гвардійського полку 11-ї Орловської дивізії льотчиком нічної бомбардувальної авіації.
У 1946 році демобілізований з Радянської армії. Працював редактором Республіканського радіокомітету Бурятської АРСР в Улан-Уде. Упродовж 1952—1957 років навчався у Літературному інституті імені Максима Горького у Москві. У 1957—1977 роках завідував літературною частиною Бурятського драматичного театру. Нагороджений орденом Трудового Червоного Прапора. Помер в Улан-Уде 17 жовтня 1977 року.

## Творчість
У 1945 році, ще перебуваючи в діючій армії, опублікував на сторінках газети «Бурят-Монголой үнэн» свій перший літературний твір — поему-улігер «Юний богатир Сенге та його друг Сунди Мерген». Після демобілізації створив одноактні п'єси для самодіяльних драматичних колективів — «Малшад»/«Скотарі» (1948), «Дагбын алдуу»/«Помилка Дагби» (1949), «Шүүбэри»/«Виграш» (1952).
У роки навчання в Літературному інституті написав оповідання бурятською мовою «Найдорожче», у новій редакції видав «Мудрый Сэнгэ», опублікував повісті «Багшашни хэн бэ?»/«Хто твій вчитель?» та «Адуушанай дуун»/«Пісня табунника» (1955), створив багатоактні п'єси «Вогняна річка» (1953, про життя бурятського колгоспу), «Манай колхоз дээрэ»/«У нашому колгоспі», «Дойбод сохиілго»/«Хід конем» (висміюється бюрократизм у середовищі наукових працівників), «Барометр шуурга харууна»/«Барометр показує бурю» (історична драма про підготовку більшовиками революції), закінчив першу книгу трилогії «Төөригдэһэн хуби заяан»/«Вкрадене щастя».
За повістю «Адуушанай дуун»/«Пісня табунника» у 1957 році на «Мосфільмі» режисером Андрієм Фроловим був знятий художній фільм «Пісня табунника».
У 1959 році, під час Другої декади бурятської літератури та мистецтва в Москві було представлено виставу за його п'єсою «Барометр показує бурю»; відбулася прем'єра кінофільму «Золотий дім», випущена Мосфільмом за його сценарієм у співавторстві з Гомбожапом Цидинжаповим та Валентином Єжовим; на літературній частині декади обговорювалася перша книга роману-трилогії «Викрадене щастя» — «Самотність».
Також автор п'єс «Сказання про матір» (1967), «Вогняні роки» (1969), «Урбан одружується» (1970), «Грозова злива». Роман-трилогія «Викрадене щастя» (1966), відображає період життя бурятського народу на рубежі XIX—ХХ століть. Витримав кілька видань на бурятською та російською мовами, перекладений на монгольську, українську, литовську мови.
Працюючи у театрі, для постановки у ньому, ним перекладено бурятською мовою твори Василя Шукшина, Олександра Вампілова, Бориса Васильєва, Африкана Бальбурова та інших письменників.
В останні роки життя працював над історико-революційним романом «Уулын бүргэд»/«Гірські орли» (1976) про перебіг Громадянської війни в Сибіру.

## Вшанування
- Ім'я письменника присвоєно конкурсу драматичних колективів та народник театрів, який щорічно проводиться в Агінському Бурятському окрузі[1];
- На будинку в Улан-Уде, де жив і працював письменник, встановлено меморіальну дошку[1];
- Іменем письменника названо вулицю в Улан-Уде[1];
- На його честь названа Державна юнацька бібліотека Республіки Бурятії[1], в якій 10 грудня 2021 року встановили погруддя письменника. Автор скульптури — бурятський скульптор Баїр Сундупов[4].